# Кетман
Кетман или такија (што на арапском значи „обезбедити заштиту”) даје право муслиману да крши све верске забране.
Куран каже да ће Алах ценити сваког муслимана по томе шта му је у срцу, а не шта му је на језику. Ово учење је дало верски легитимитет схватању да муслиман има право да лаже, користи мимикрију и скрива своје веровање у ситуацији када се осећа угроженим због свог веровања. Муслиман који сматра да кад је у опасности има право да порекне своју веру и исповеда веру неверника. Употребу такије муслимани не сматрају лагањем, већ дозвољеном мером самозаштите. На сваком је вернику да сам у складу са својом савешћу процени степен опасности и оцени да ли ће и у којој мери применити такију.
За разлику од Сунита који верују да се такија може примењивати само у рату или ситуацији директне претње, мањинска заједница Шиита је кетман сматрала обавезом и стубом своје вере.
Да није кетмана ни бројни дервишки редови не би опстали. Сунити су традиционално сумњичави према кетману. Они виде ову мимикрију као зло које постаје оправдано током џихада. Јасер Арафат се сматра „уметником такије“ - палестинска ситуација представља пример околности у којима се она сме примењивати.
„Обмана (такијом) је до данас остала моћније оружје од класичних џејмсбондовских обавештајних тактика зато што за разлику од западних метода има цивилизацијску, глобалну димензију”, пише професор Валид Фарес са Универзитета на Флориди. „Оно у чему је данас такија јединствена јесте њен успех када се примењује унутар напредних и софистицираних држава.”
„Никада не откриј своје намере и оно шта стварно мислиш, правило је свих фундаменталиста... Наивни људи са Запада суде о њима искључиво према ономе што говоре”, пише Мухамед Сифауи, алжирски новинар. 
Пољски дисидент Чеслав Милош је закључио да су се муслимани у непријатељском окружењу кроз историју понашали слично пољским интелектуалцима под стаљинистичким режимом и да кетман, онима који га примењују, даје осећај супериорности.